# Арзамасская провинция

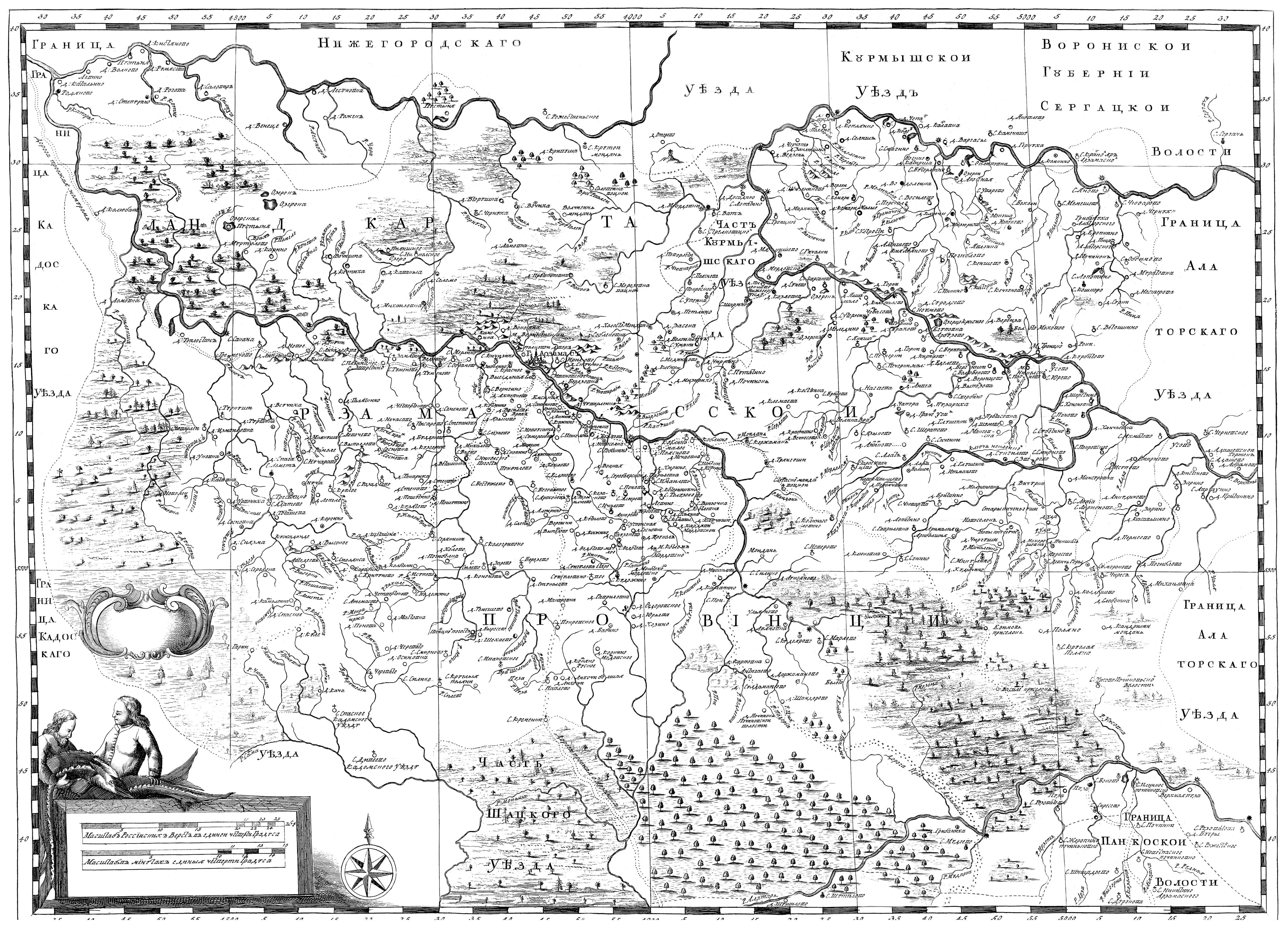
Арзамасская провинция. Атлас Всероссийской империи И. К. Кирилова 1722-1737 гг

Арзамасская провинция — одна из провинций Российской империи. Центр — город Арзамас.
Арзамасская провинция была образована в составе Нижегородской губернии по указу Петра I «Об устройстве губерний и об определении в оныя правителей» в 1719 году. В состав провинции был включён город Арзамас с прилегающими землями. По ревизии 1710 года в провинции насчитывалось 13,9 тыс. крестьянских и 1,5 тыс. ясачных дворов.
В ноябре 1775 года деление губерний на провинции было отменено.